# Czudec (plaats)
Czudec is een dorp in het Poolse woiwodschap Subkarpaten, in het district Strzyżowski. De plaats maakt deel uit van de gemeente Czudec en telt 2900 inwoners.

## Verkeer en vervoer
- Station Czudec